# Amphiura corona
Amphiura corona är en ormstjärneart som beskrevs av Cherbonnier och Guille 1978. Amphiura corona ingår i släktet Amphiura och familjen trådormstjärnor. Inga underarter finns listade i Catalogue of Life.